# HD83002
HD83002 — хімічно пекулярна зоря спектрального класу B8, що має видиму зоряну величину в смузі V приблизно  9,1.
Вона  розташована на відстані близько 2548,1 світлових років від Сонця.

## Пекулярний хімічний склад
Зоряна атмосфера HD83002 має підвищений вміст 
Si
.